# Teresa Nowak
Teresa Nowak (Polonia, 29 de abril de 1942 - Suecia, octubre de 2024) fue una atleta polaca especializada en la prueba de 100 m vallas, en la que consiguió ser medallista de bronce europea en 1974.

## Carrera deportiva
En el Campeonato Europeo de Atletismo de 1974 ganó la medalla de bronce en los 100 m vallas, con un tiempo de 12.91 segundos, llegando a meta tras las alemanas Annelie Ehrhardt que con 12.66 s batió el récord de los campeonatos, y Annerose Fiedler (plata con 12.89 s).